# Tihomir Jakovina
Tihomir Jakovina (ur. 21 czerwca 1967 w Slavonskim Brodzie) – chorwacki polityk, agronom i samorządowiec, parlamentarzysta, w latach 2011–2016 minister rolnictwa.

## Życiorys
W 1986 ukończył szkołę średnią o profilu rolniczym w rodzinnej miejscowości, a w 1993 studia na wydziale rolniczym Uniwersytetu w Zagrzebiu. W latach 1991–1993 służył w jednostce policyjnej w żupanii sisacko-moslawińskiej. Od 1993 pracował jako technolog, a od 1995 był dyrektorem przedsiębiorstwa działającego w sektorze rolnym.
W 1999 wstąpił do Socjaldemokratycznej Partii Chorwacji. W latach 2001–2011 pełnił funkcje burmistrza gminy Bukovlje. W 2011 z ramienia SDP uzyskał mandat posła do Zgromadzenia Chorwackiego. W grudniu 2011 objął urząd ministra rolnictwa w rządzie Zorana Milanovicia. W 2015 ponownie został wybrany do chorwackiego parlamentu. W styczniu 2016 zakończył pełnienie funkcji rządowej.
Wkrótce odszedł z polityki, zajmując się inwestowaniem w nieruchomości. W 2017 zrezygnował z członkostwa w SDP.
Jego żoną została polityk Sandra Petrović Jakovina.